# Katastrofa kolejowa w Trzcianie
Katastrofa kolejowa w Trzcianie – czołowe zderzenie pociągów pospiesznych na stacji w Trzcianie, do którego doszło w nocy z 13 na 14 stycznia 1918 roku.

## Opis
Na stację kolejową w Trzcianie nie dotarło na czas potwierdzenie o wyjeździe pociągu ze Lwowa. Został on więc skierowany na tor, zajmowany już przez pociąg pospieszny przybywający z przeciwnego kierunku. Wskutek tego pociąg pospieszny ze Lwowa nr 9 zderzył się z pociągiem jadącym z Krakowa nr 10, stojącym na stacji w Trzcianie. Po zderzeniu zniszczone lokomotywy i wagony obu składów spiętrzyły się na stacji. Większej dewastacji uległ pociąg ze Lwowa (cztery wagony), natomiast w mniejszym stopniu ucierpiał pociąg krakowski (rozbity został wagon służbowy i wagon trzeciej klasy z żołnierzami).
Na miejsce katastrofy przybył pociąg ratunkowy z Rzeszowa. Bilans katastrofy to 16 ofiar śmiertelnych i 27 ciężko rannych.